# انورادهاپورا
انورادهاپورا (به لاتین: Anuradhapura) یک شهر و منطقه باستانی در سری‌لانکا است که در ناحیه انورادهاپورا واقع شده‌است.

## خصوصیات
انورادهاپورا ۷٬۱۷۹ کیلومترمربع مساحت و ۵۰٬۵۹۵ نفر جمعیت دارد و ۸۱ متر بالاتر از سطح دریا واقع شده‌است.

## نگارخانه

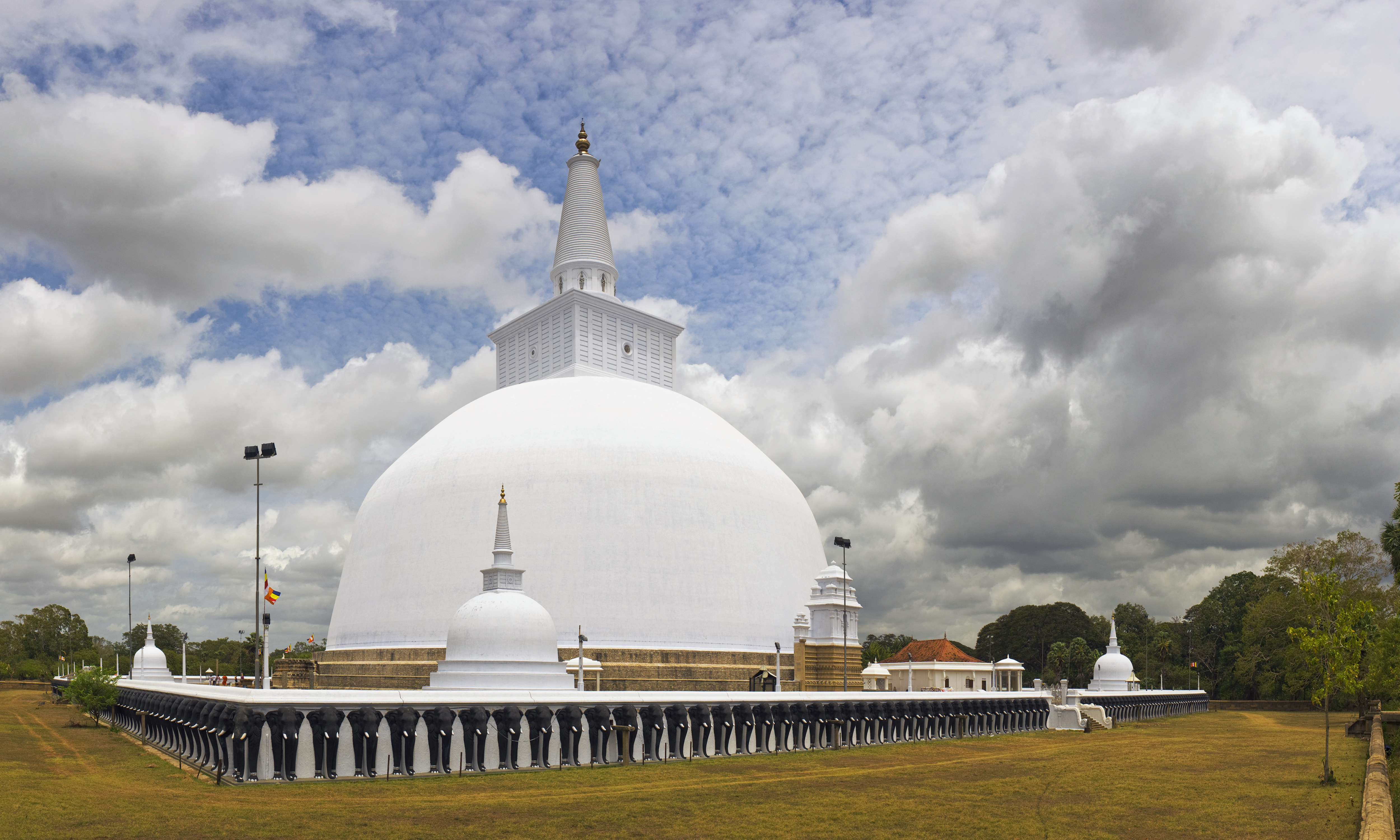
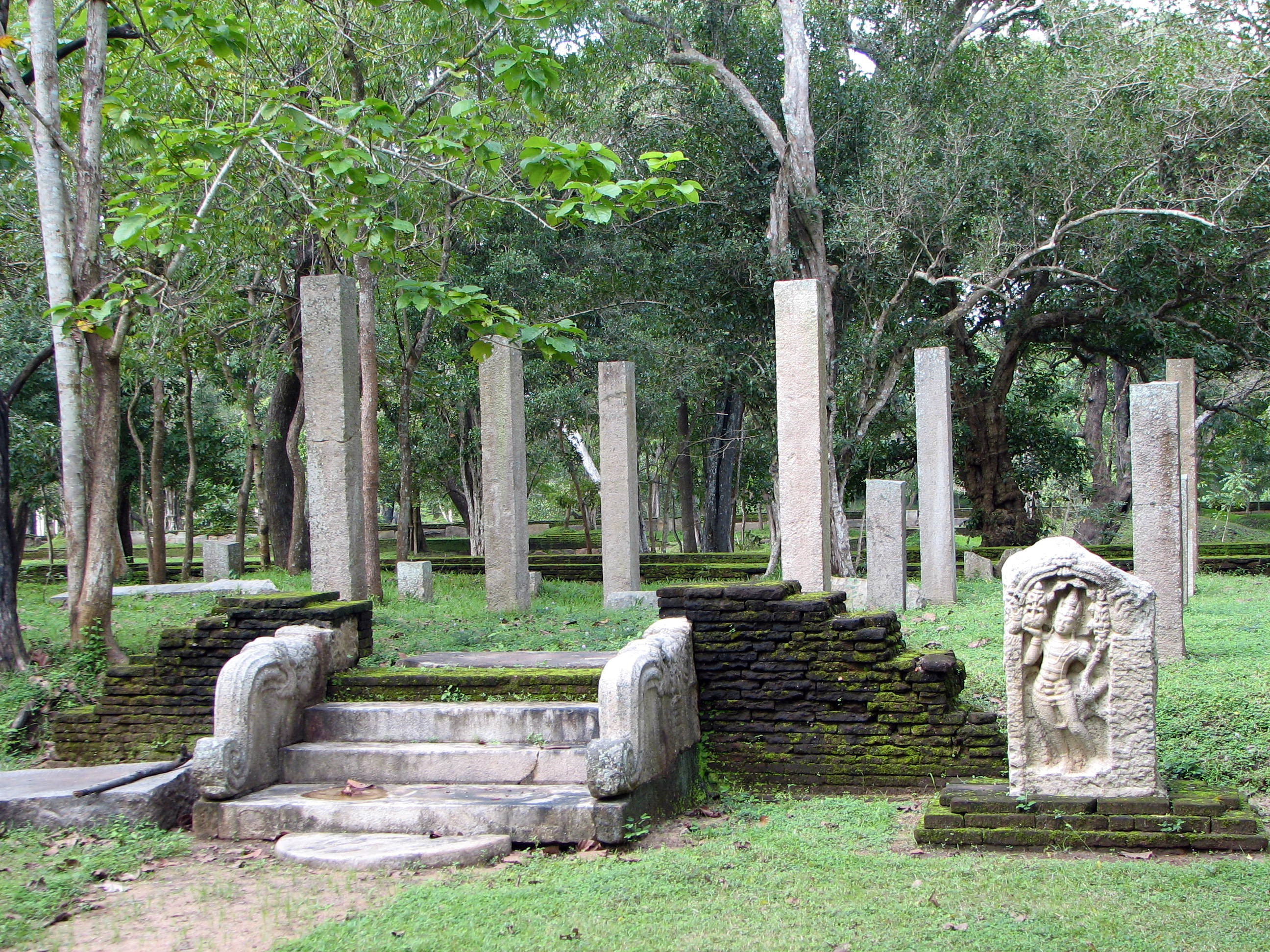
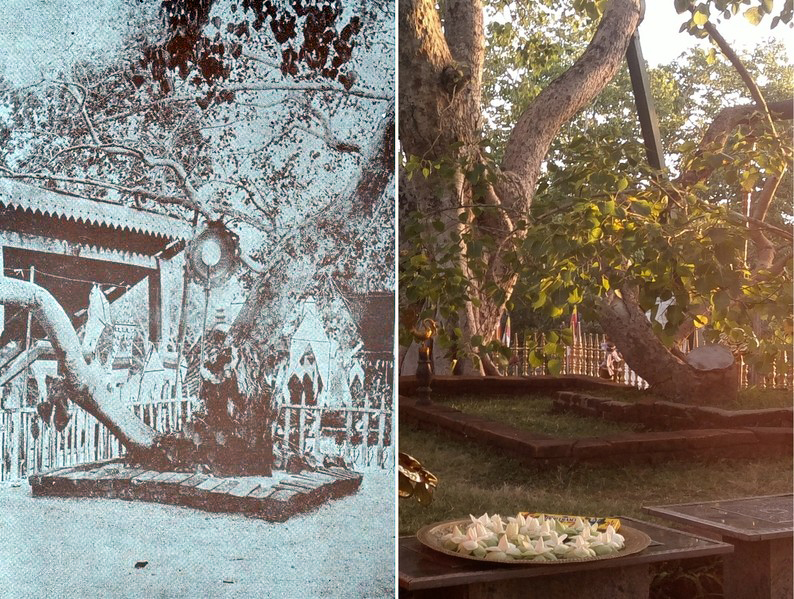
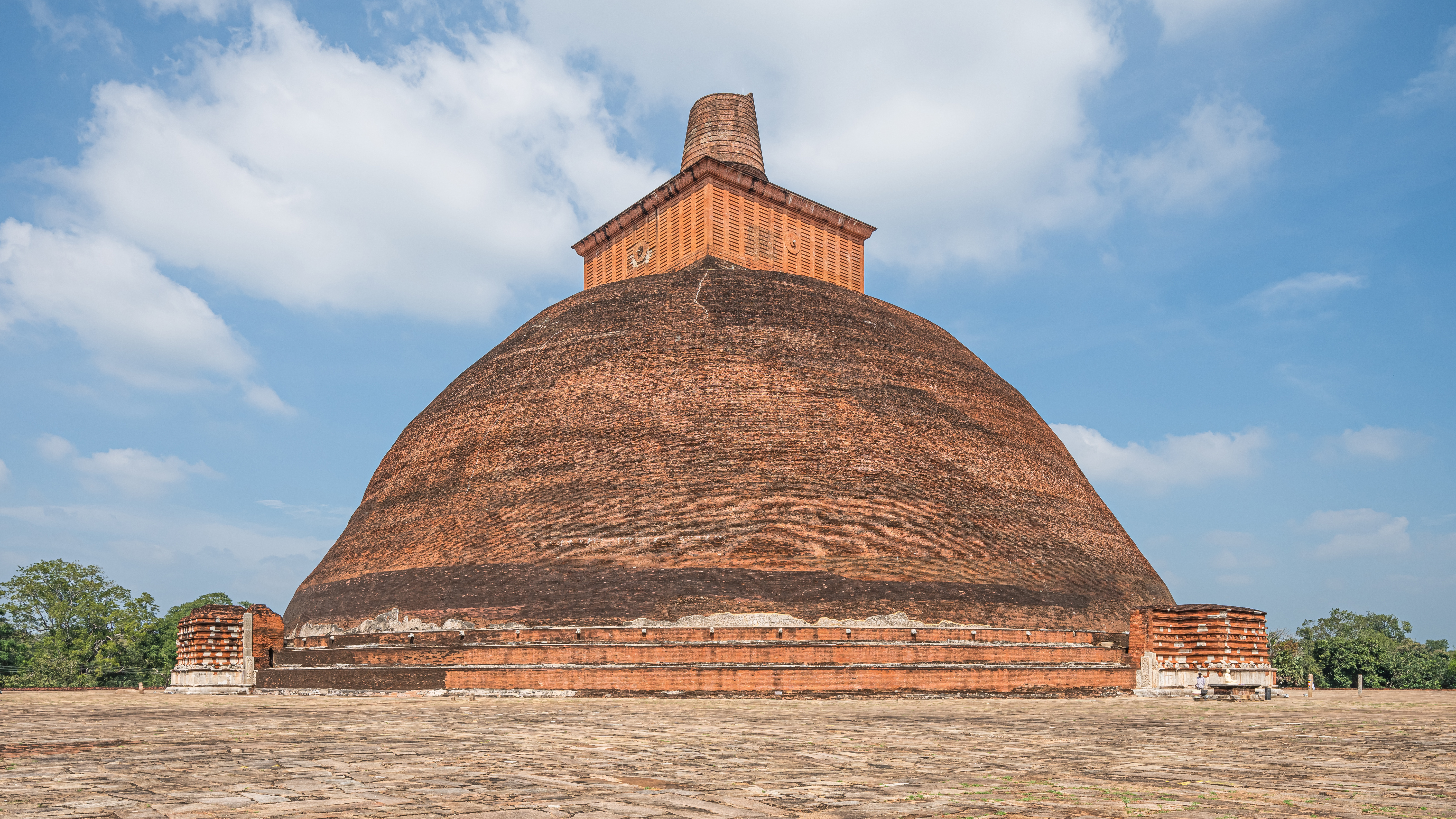
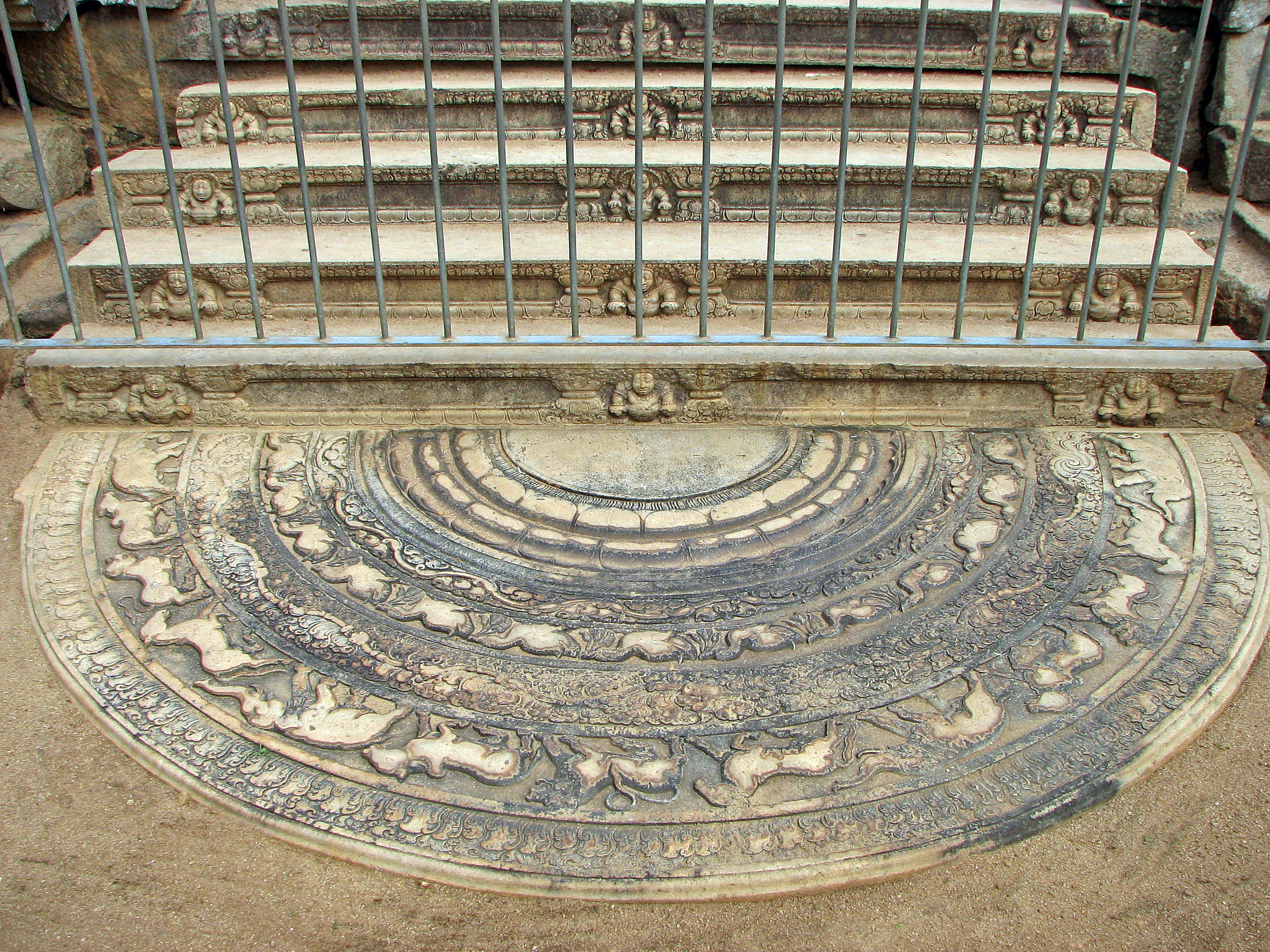
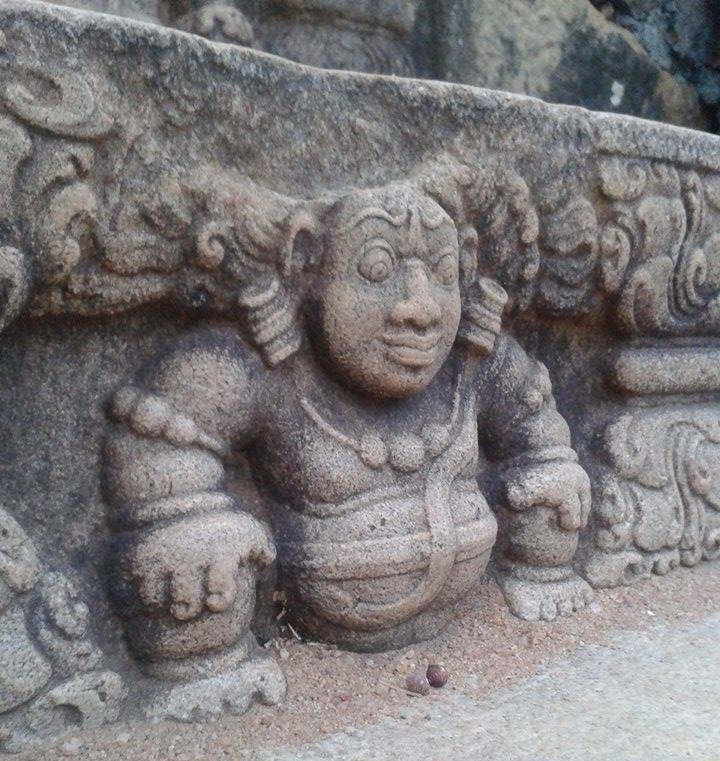